# Eobuwie.pl
Eobuwie.pl ist eine polnische Aktiengesellschaft mit Sitz in Zielona Góra, die über Onlineshops Schuhe, Taschen und Accessoires in mehreren europäischen Märkten verkauft. Vertrieben werden neben Produkten verschiedener Markenhersteller auch Eigenmarken mit unterschiedlichen Namen.
Der Hauptaktionär der Gesellschaft ist die CCC S.A., die 74,99 % der Aktien hält.

## Geschichte
Seit 2006 betreibt das Unternehmen sein Kerngeschäft. Im Jahr 2015 wurde sie von einer Kollektivgesellschaft in eine Aktiengesellschaft umgewandelt. Eobuwie.pl wurde ursprünglich als Netzwerk von stationären Schuhgeschäften in Zielona Góra gegründet. Im Jahr 2016 nahm das Unternehmen in Nowy Kisielin ein modernes Logistik- und Lagerzentrum sowie ein Bürogebäude in der Sonderwirtschaftszone Kostrzyn-Słubice in Betrieb. Im Februar 2018 eröffnete das Einkaufszentrum Magnolia eobuwie.pl unter Wrocław den ersten Shop in Europa, der elektronischen und direkten Verkauf kombiniert.
Das Unternehmen beschäftigt über 1000 Mitarbeiter (Stand 2018).

## Unternehmensgruppe
Derzeit ist das Unternehmen in Polen und in 16 weiteren europäischen Länder tätig (Stand: Oktober 2018). Zu Eobuwie.pl gehören die Warenzeichen eobuwie.pl, eobuv.cz, ebuv.sk, ecipo.hu, eschuhe.de, epantofi.ro, efootwear.eu, eobuv.com.ua, eobuv.com, obuvki.bg, eavalyne.lt, epapoutsia.gr, zapatos.es, escarpe.it, eskor.se, chaussures.fr und eobuv.com.
Die Organisation des Vertriebs für den deutschsprachigen Markt betreut die Eschuhe.de GmbH mit Sitz in Frankfurt (Oder).

## Preise und Auszeichnungen
- eschuhe.de ist von Trusted Shops zertifiziert.[2]
- Qualitätszeichen Q 2016 – „Zertifikat nur für Geschäfte, die eine Reihe restriktiver Anforderungen erfüllen, wie z. B. Produktbeschreibungen, Kaufprozess, Lieferung und Rückgabe von Waren oder Gewährleistung der Sicherheit von Kundendaten“.